# Чернушенко, Александр Владиславович
Алекса́ндр Владисла́вович Чернуше́нко (род. 18 июля 1960) — художественный руководитель и главный дирижёр Симфонического оркестра Государственной академической Капеллы Санкт-Петербурга, народный артист России (2011). Лауреат премии Правительства Российской Федерации в области культуры (2015).

## Биография
Александр Чернушенко родился в семье дирижёра Владислава Чернушенко. Окончил Хоровое училище им. М. И. Глинки при Ленинградской академической капелле, а в 1984 – Ленинградскую консерваторию по специальности "оперно-симфоническое дирижирование" под руководством профессора Ильи Мусина. Уже тогда, будучи студентом, он организовал оркестр студентов и аспирантов консерватории, который под его руководством регулярно давал концерты классической музыки.
После окончания консерватории, Александр Чернушенко работал дирижёром Челябинского театра оперы и балета (1986-88 гг.). В 1988 году был приглашен на должность дирижёра в Михайловский театр (в то время – Ленинградский Малый театр оперы и балета), затем – на должность главного дирижёра Музыкального театра Ленинградской консерватории. Работая в театрах, дирижёр не только овладел обширным оперным и балетным репертуаром, но и приобрел опыт самостоятельных постановок.
Осенью 1991 года Александр Чернушенко осуществляет воссоздание симфонического оркестра в Государственной академической Капелле Санкт-Петербурга, формирует его творческий состав и с момента официального утверждения коллектива (1 ноября 1991 года) является его главным дирижёром. Основу оркестра составили молодые музыканты – выпускники и студенты Санкт-Петербургской консерватории. Первые концерты оркестра сразу обозначили высокий профессиональный уровень нового коллектива.
Симфонический оркестр Капеллы под руководством Александра Чернушенко гастролировал в Германии, Швейцарии, Франции, Греции, Голландии, Бельгии, Испании, Финляндии и других странах. 
Александр Чернушенко получает приглашения для выступления с музыкальными коллективами городов России, ближнего зарубежья, Европы, Японии и др., а также с известными солистами. Участвует в организации международных творческих акций, таких как фестиваль "Шубертиады", "Невские хоровые ассамблеи", "Dreiklang", конкурс им. С. С. Прокофьева и др.
Александр Чернушенко участвовал в записи большого количества компакт-дисков, изданных в разных странах мира. Наиболее примечательным проектом стала запись оркестром и хором Капеллы трёх опер, двух ораторий и Реквиема Микиса Теодоракиса, а также запись произведений для крупнейших звукозаписывающих концернов Chandos и Naxos.

## Награды и звания
- Народный артист Российской Федерации (2011).
- Заслуженный артист Российской Федерации (2002).
- Премия Правительства Российской Федерации в области культуры (2015)[3].
- Почётный знак отличия «За заслуги перед Санкт-Петербургом»[4].
- Благодарность Законодательного Собрания Санкт-Петербурга (2022)[5].